# Cathédrale Sainte-Marie de Killarney
Cette  cathédrale n’est pas la seule cathédrale Sainte-Marie.
La cathédrale Sainte-Marie de Killarney est une cathédrale catholique irlandaise, église-cathédrale du diocèse de Kerry.
Le diocèse de Kerry, ou d’Ardfert et d’Ahadoe comme il est parfois appelé, est dirigé par des vicaires apostoliques du milieu du XVIe siècle au début du XVIIIe siècle, avec une courte pause dans les années 1640. De 1720 à 1775, les évêques de Kerry résident à Dingle, Kilcummin, Tuogh, Listowel et Tralee. Enfin, l’évêque Francis Moylan (1735–1815) établit le siège à Killarney.
Avant la construction de la cathédrale, il y avait une petite chapelle sur Chapel Lane, dont les fonts baptismaux sont conservés dans le baptistère actuel. L’initiative de construire une cathédrale tient à Joseph O'Sullivan, curé de Dingle, qui a réussi à enthousiasmer l’évêque Cornelius Egan (1780–1856) et Valentine Browne, le 2e earl de Kenmare (1788-1853), un propriétaire terrien catholique de la région.

## Historique

### Site et fondation
Une liste de souscription est ouverte en 1828, et le comité de construction est créé en 1836 ; Joseph O'Sullivan est transféré à Killarney dans l’année et nommé responsable du comité. En 1840, ils ont collecté seulement 900 £, mais ils commandent malgré tout le projet de la cathédrale à Augustus Welby Pugin. Celui-ci s’inspire de l’ancienne cathédrale en ruine d’Ardfert, reprenant particulièrement les trois fines lancettes du mur est sur chaque transept et sur le mur ouest. Killarney est l’hommage personnel de Pugin à sa cathédrale préférée, la cathédrale de Salisbury.[réf. souhaitée]
Un site est obtenu de la congrégation des Frères de la Présentation, et la première pierre est posée à l’été 1842. Les fonds manquant toujours, un appel est fait en Irlande et aux États-Unis. Le travail continue sous la direction de Richard Pierce de Wexford jusqu’à mai 1848, lorsque la mauvaise récolte de pommes de terre de 1846–1847 conduit à la grande famine dans tout le pays. Aucun travail n’est réalisé pendant cinq ans, et les deux hommes qui avaient le plus fait pour la cathédrale meurent l’un après l’autre, Joseph O'Sullivan en octobre 1851 et Pugin en septembre 1852.

### Construction
La construction reprend au début de l’année 1853, et James Joseph McCarthy (en) succède à Pugin comme architecte. Deux ans plus tard la cathédrale est libéré de ses dettes, suffisamment complète pour pouvoir être consacrée. Elle est dédiée le 22 août 1855 à la Vierge Marie en présence de McCarthy et d’Edward Welby Pugin — fils aîné de l’architecte — qui dira plus tard que Killarney aura été la favorite de son père parmi la soixantaine d’églises qu’il aura dessinées au cours de sa vie.
Mgr Egan, rendu fragile par l’âge, avait été amené le jour précédent à la cathédrale dans un fauteuil, et s’était ému aux larmes en regardant le bâtiment qu'il avait aidé à commencer vingt-sept années plus tôt.[réf. nécessaire]

### Description
L’édifice est construit au cours de la première période du gothique lancéolé, distingué par ses longues et étroites lancettes et ses arcs d’ogives extrêmement pointues.
L’intérieur de l’église a une apparence très solennelle, les hautes fenêtres laissant filtrer une lumière douce. Les arcs en ogive reposent sur des socles circulaires de pierre calcaire blanche ciselée, avec des chapiteaux doriques très simples, ajoutant de la majesté à l’ensemble, tandis que ceux de la tour — atteignant presque la toiture — sont impressionnants par leur lourdeur et leur hauteur.
Bien que la cathédrale soit utilisable pour les offices, elle est toujours incomplète. Le projet de Pugin pour une tour centrale est repoussée aux générations suivantes. L’orgue est installé en 1869 et quelques petites additions sont faites par les successeurs de l’évêque Egan, mais l’effort final est repoussé jusqu’en 1907. L’évêque John Mangan envoie des prêtres aux États-Unis et en Australie pour lever des fonds dans l’optique d’achever le travail de 1842. L’entreprise de George Ashlin et Thomas Coleman — qui a conçu la cathédrale de Cobh — est appelée pour réaliser le travail. La nef et les collatéraux sont allongés de 8,2 m, ajoutant une nouvelle travée ; une nouvelle sacristie et une chapelle ardente sont construites ; des pinacles sont ajoutés aux tourelles côté ouest, et un vient s’ajouter à celui déjà présent côté est ; les piles de la croisée du transept sont renforcées, et la nouvelle flèche, haute de 86,8 m, est construite au-dessus pour un coût de 36 500 £. Le travail est terminé en 1912.
La cathédrale est construite sur un grand terrain, qui rappelle la plaine de Salisbury. Pugin a utilisé des grès rouges, gris et bruns avec un habillage de pierre calcaire. Cette maçonnerie extérieure contraste avec l’ardoise grise du toit, des flèches et des pinacles. Le plan est en croix latine, avec une nef à collatéraux et claire-voie de six travées, des transepts et un chœur de quatre travées. L’ancien baptistère, du côté nord de la nef, possède deux fonts baptismaux, des mosaïques et une voûte en caissons avec des motifs pochés. L’ancienne chapelle ardente, au sud de la nef, n’a pas conservé son sol d’origine. La galerie à l’extrémité ouest de la nef contient un orgue de Telford & Son, érigé là en 1869 ; au début des années 1970, il est reconstruit et divisé pour laisser voir la partie inférieure de la fenêtre ouest.

### Rénovation
L’évêque Eamonn Casey (1969 – 1976) lance en décembre 1970 une campagne de récolte de fonds pour la restauration de la cathédrale. Le travail dure d’avril 1972 à juillet 1973 et coûte au total plus d’un million et demi de livres. Le designer est Ray Carroll de Glencullen et l’architecte responsable des travaux Daniel J. Kennedy de Tralee.
Caroll opte pour une approche radicale et très critiquée[réf. nécessaire] de la rénovation de la cathédrale, et à quelques détails près, rien ne reste de l’ancien intérieur. Les décorations en stuc victoriennes sont enlevées ; le retable original, l’autel et le jubé sont enlevés, le sol de la croisée du transept est relevé au niveau de l’estrade du sanctuaire, le un nouveau sanctuaire y est créé. De nouveaux autel, pupitre, cathèdre et chaires sont installés, tous faits de chêne de Tasmanie. Un nouveau bénitier de pierre calcaire est placé dans l’angle entre la pile sud-ouest de la croisée du transept et la première pile du sud de la nef. L’autel de saint Patrick dans la branche nord du transept est enlevé.
L’abside formait autrefois la chapelle Saint-Joseph. Elle est vidée durant la rénovation, et la seule indication de son ancien usage est une plaque sur la colonne la plus à l’est.

## Galerie

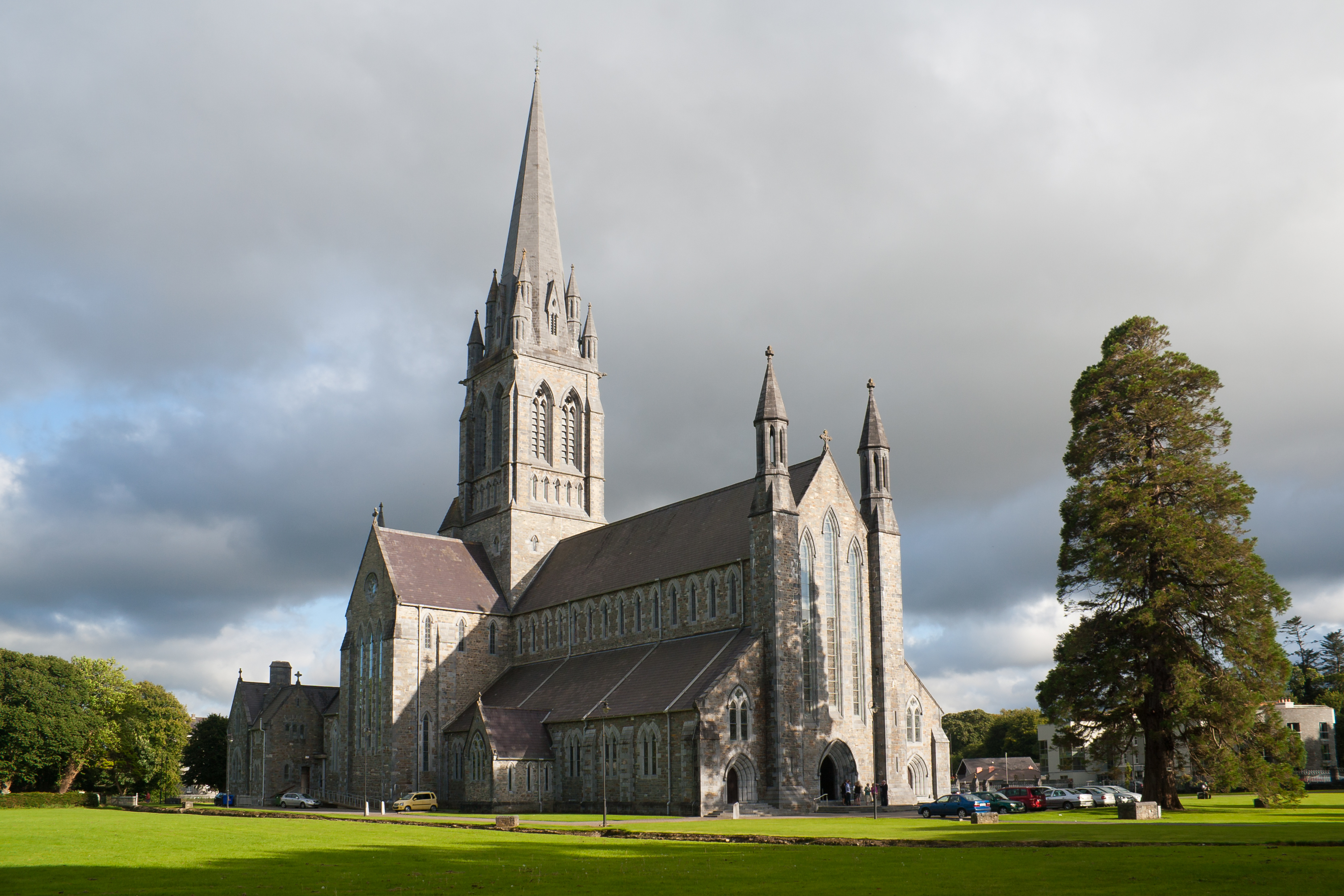
Vue générale.
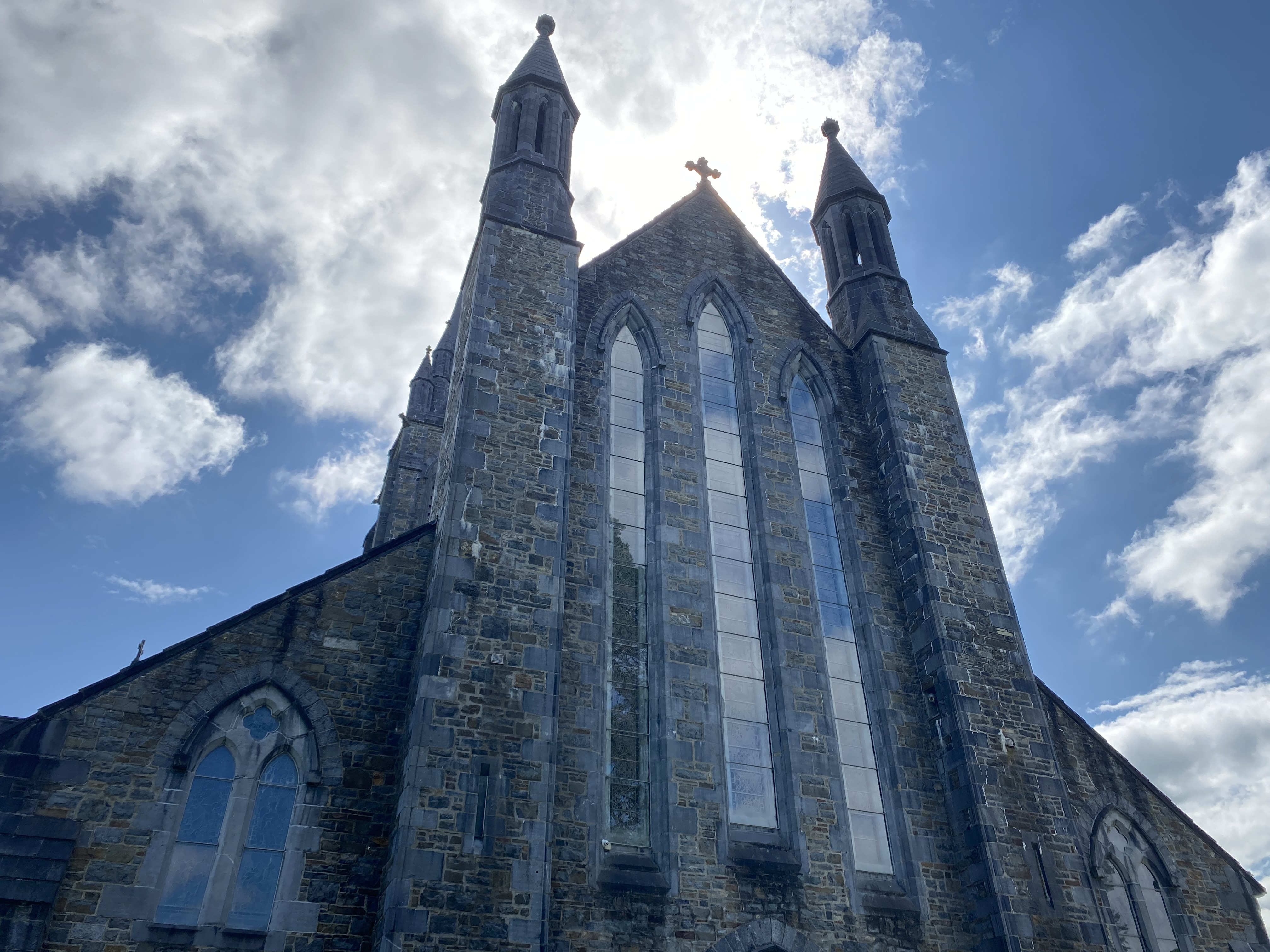
La façade et ses vitraux.
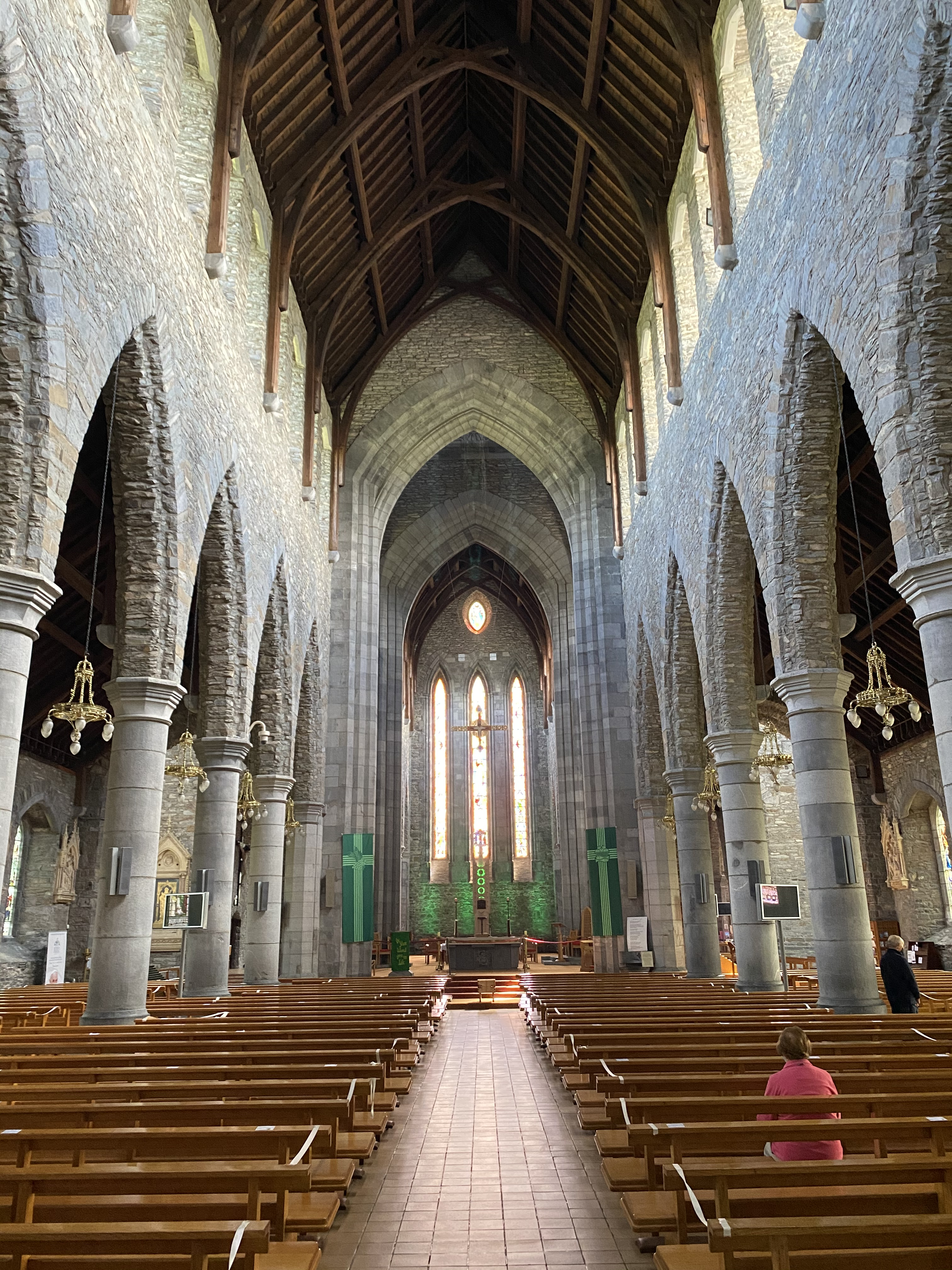
La nef centrale.
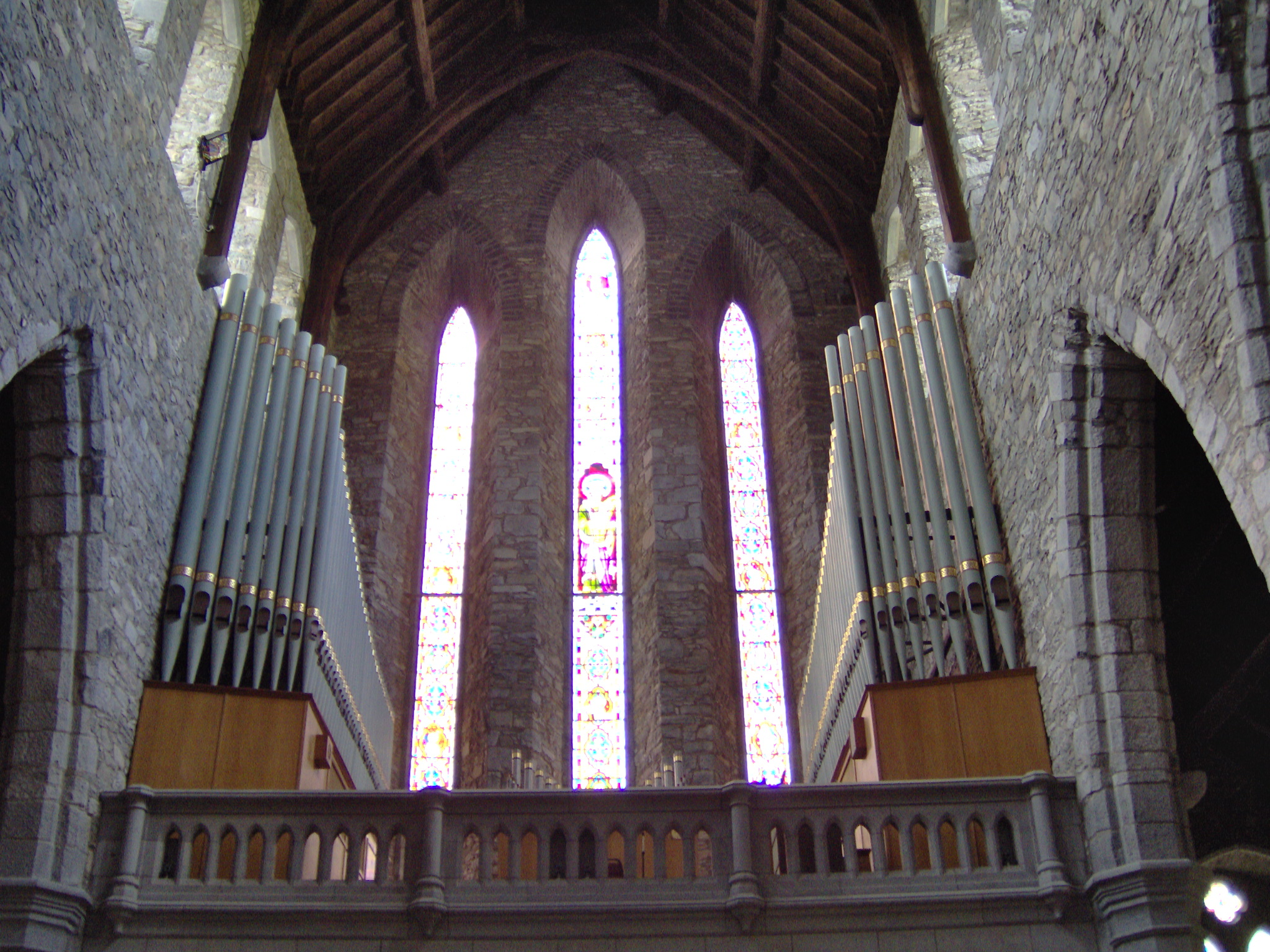
L'orgue.
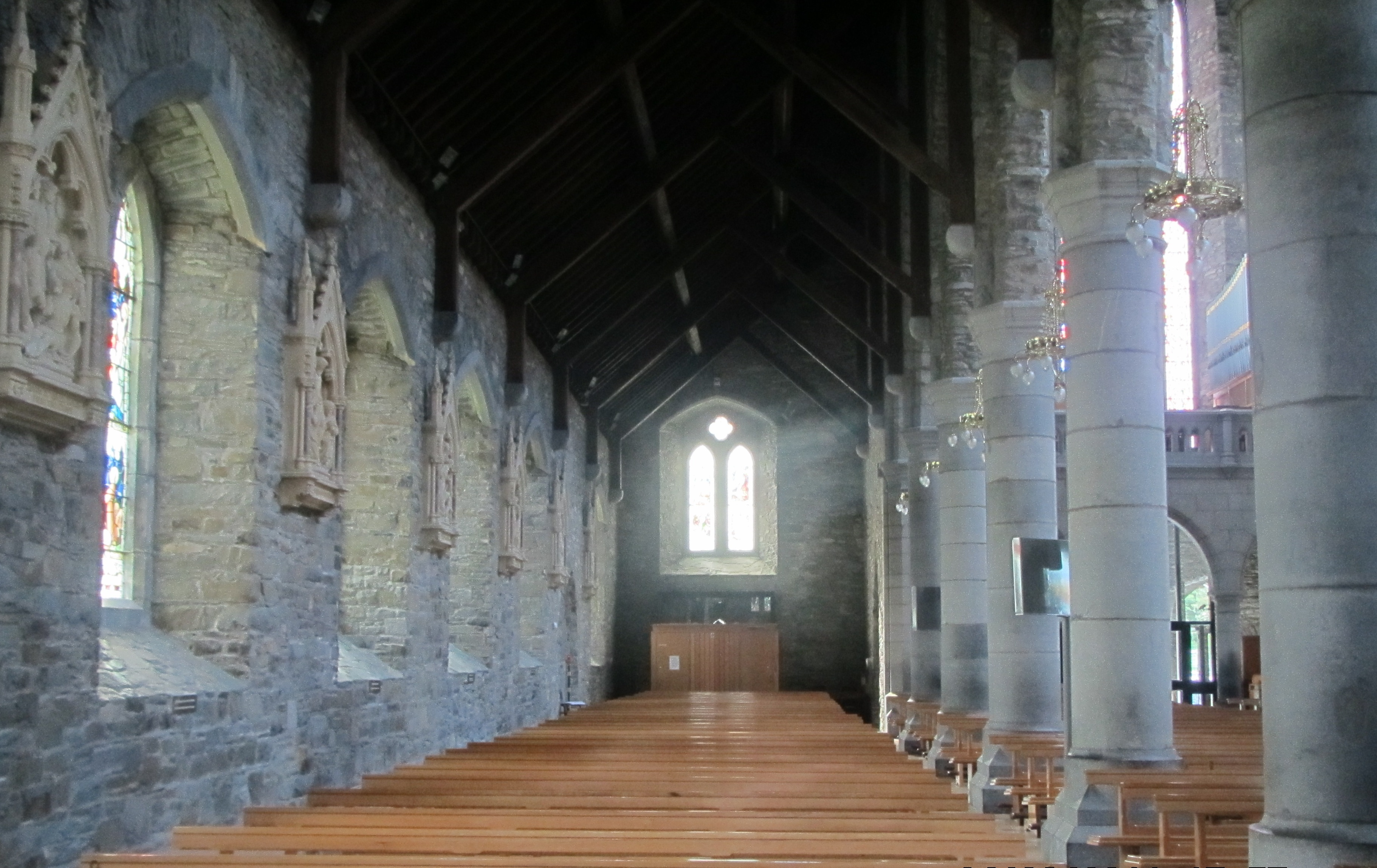
La nef nord.

## Sources
- (en) Cet article est partiellement ou en totalité issu de l’article de Wikipédia en anglais intitulé « St Mary's Cathedral, Killarney » (voir la liste des auteurs).
- Peter Galloway, The Cathedrals of Ireland, The Institute of Irish Studies, The Queen's University of Belfast, 1992